# Chuma Okeke
Chukwuma Julian "Chuma" Okeke (Atlanta, 18 de agosto de 1998) é um jogador norte-americano de basquete profissional que atualmente joga no Philadelphia 76ers da National Basketball Association (NBA).
Ele jogou basquete universitário na Universidade de Auburn e foi escolhido pelo Orlando Magic como a 16º escolha geral no draft da NBA de 2019.

## Carreira no ensino médio
Okeke estudou na Westlake High School em Atlanta. Em seu terceiro ano, ele venceu o Campeonato Estadual Georgia Class 6A, marcando 13 pontos em uma vitória por 68-58 sobre Pebblebrook High School na final.
Tendo médias de 24,4 pontos, 15 rebotes e 2,4 roubos de bola, Okeke foi nomeado o Mr. Basketball da Geórgia após sua última temporada.
Ele era um recruta de quatro estrelas e foi classificado entre os 50 melhores jogadores em sua classe por alguns serviços de aferição.

## Carreira universitária
Em sua primeira temporada na Universidade de Auburn, Okeke teve médias de 7,5 pontos e 5,8 rebotes. Ele pegou 197 rebotes na temporada, a maior marca de um calouro de Auburn desde Jeff Moore em 1984-85.
Em seu segundo ano, Okeke teve médias de 12,0 pontos, 6,8 rebotes, 1,8 roubos de bola e 1,2 bloqueios ao ser titular em todos os 38 jogos. Em 29 de março de 2019, em uma vitória no Sweet 16 sobre Carolina do Norte no Torneio da NCAA de 2019, ele rasgou seu LCA e ficou fora do resto do torneio. Apesar de sua ausência, Auburn avançou para sua primeira aparição no Final Four na história.

## Carreira profissional

### Orlando Magic (2020–2024)
Em 20 de junho de 2019, Okeke foi selecionado pelo Orlando Magic como a 16ª escolha geral no draft de 2019 da NBA. Okeke foi considerado uma opção para as primeiras escolhas no draft, mas depois de sofrer uma lesão, ele caiu para a 16ª escolha.
Durante sua reabilitação, Okeke assinou um contrato de um ano com o afiliado do Magic na G League, Lakeland Magic, com a intenção de iniciar seu contrato de novato em 2020. Na época, o Magic enfrentou uma crise de teto salarial que os impediu de adicionar o salário de novato de Okeke. Okeke nunca jogou no Lakeland.
Em 16 de novembro de 2020, o Orlando Magic anunciou que havia assinado um contrato de 4 anos e US$15.1 milhões com Okeke. Em 26 de março de 2021, Okeke marcou 22 pontos, seu recorde na carreira, em uma derrota por 105-112 para o Portland Trail Blazers. Ele teve média de mais de 12 pontos após o prazo de trocas antes de sofrer uma pequena lesão no tornozelo que encerrou a sua temporada. 
Em 25 de fevereiro de 2022, ele marcou 26 pontos, o maior número de sua carreira, em uma vitória por 119-111 sobre o Houston Rockets, superando sua marca anterior estabelecida durante a temporada de 2020-21.

### Westchester Knicks (2024–2025)
Em 1 de agosto de 2024, Okeke assinou com o New York Knicks, mas foi dispensado em 28 de setembro. Em 2 de outubro, ele re-assinou com os Knicks, mas foi novamente dispensado em 19 de outubro. Em 28 de outubro, ele se juntou ao Westchester Knicks da G-League.

### Philadelphia 76ers (2025–Presente)
Em 6 de fevereiro de 2025, Okeke assinou um contrato de 10 dias com o Philadelphia 76ers.

## Estatísticas da carreira

### NBA

#### Temporada regular
| Ano      | Equipe   | PJ  | PT | MPJ  | AP   | 3P   | LL   | RT  | AS  | BR  | TO | PPJ |
| -------- | -------- | --- | -- | ---- | ---- | ---- | ---- | --- | --- | --- | -- | --- |
| 2020–21  | Orlando  | 45  | 19 | 25.2 | .417 | .348 | .750 | 4.0 | 2.2 | 1.1 | .5 | 7.8 |
| 2021–22  | Orlando  | 70  | 20 | 25.0 | .376 | .318 | .846 | 5.0 | 1.7 | 1.4 | .6 | 8.6 |
| 2022–23  | Orlando  | 27  | 8  | 19.2 | .352 | .302 | .762 | 3.6 | 1.4 | .7  | .4 | 4.7 |
| 2023–24  | Orlando  | 47  | 8  | 9.2  | .357 | .280 | .571 | 1.7 | .4  | .2  | .1 | 2.3 |
| Carreira | Carreira | 189 | 55 | 19.6 | .375 | .312 | .732 | 3.5 | 1.4 | .8  | .4 | 5.8 |

#### Playoffs
| Ano  | Equipe  | PJ | PT | MPJ | AP   | 3P   | LL    | RT | AS | BR | TO | PPJ |
| ---- | ------- | -- | -- | --- | ---- | ---- | ----- | -- | -- | -- | -- | --- |
| 2024 | Orlando | 2  | 0  | 4.9 | .667 | .500 | 1.000 | .0 | .5 | .0 | .0 | 3.0 |

### Universitário
| Ano      | Equipe   | PJ | PT | MPJ  | AP   | 3P   | LL   | RT  | AS  | BR  | TO  | PPJ  |
| -------- | -------- | -- | -- | ---- | ---- | ---- | ---- | --- | --- | --- | --- | ---- |
| 2017–18  | Auburn   | 34 | 0  | 21.6 | .458 | .391 | .673 | 5.8 | 1.1 | .7  | .7  | 7.5  |
| 2018–19  | Auburn   | 38 | 38 | 29.1 | .496 | .387 | .722 | 6.8 | 1.9 | 1.8 | 1.2 | 12.0 |
| Carreira | Carreira | 72 | 38 | 25.3 | .477 | .389 | .697 | 6.3 | 1.5 | 1.2 | .9  | 9.7  |